# El Maguey, Ciudad Valles
El Maguey är en ort i Mexiko.   Den ligger i kommunen Ciudad Valles och delstaten San Luis Potosí, i den centrala delen av landet, 280 km norr om huvudstaden Mexico City. El Maguey ligger 147 meter över havet och antalet invånare är 403.
Terrängen runt El Maguey är kuperad åt sydväst, men åt nordost är den platt. Runt El Maguey är det ganska tätbefolkat, med 78 invånare per kvadratkilometer. Närmaste större samhälle är Ciudad Valles, 10,3 km öster om El Maguey. Omgivningarna runt El Maguey är en mosaik av jordbruksmark och naturlig växtlighet.